# Манагора
Манагора (баш. Манатау) — село в Иглинском районе Башкортостана, входит в состав Лемезинского сельсовета.

## Население
| 2002 | 2009 | 2010 |
| ---- | ---- | ---- |
| 54   | ↘52  | ↘46  |

Национальный состав
Согласно переписи 2002 года, преобладающие национальности — башкиры (46 %), русские (33 %).

## Географическое положение
Расстояние до:
- районного центра (Иглино): 73 км,
- центра сельсовета (Нижние Лемезы): 8 км,
- ближайшей ж/д станции (Улу-Теляк): 33 км,
- центра г. Уфа: 102 км,
- Уфимский международный Аэропорт: 108 км.